# Tomoya Koyamatsu
Tomoya Koyamatsu (小屋松 知哉?, Koyamatsu Tomoya; Kumiyama, 24 aprile 1995) è un calciatore giapponese, centrocampista del Kashiwa Reysol.